# Mythen in Tüten
Mythen in Tüten war eine Band aus Hannover, die 1979 gegründet wurde und der Neuen Deutschen Welle (NDW) zugerechnet wird.

## Geschichte
Die um den festen Kern Emilio Winschetti (Gesang), Lutz Worat (Orgel), Ingo Erlhoff (Saxophon) sowie Rüdiger Klose (Schlagzeug) gegründete Formation vermischte – ähnlich wie Foyer des Arts, Die Zimmermänner oder Saal 2 – Elemente von New Wave, Pop und Schlager miteinander. Die Gruppe operierte mit dem Begriff Meta-Schlager. Damit wurden Mythen in Tüten zu einem der Vorreiter der kommerziellen NDW.
Die Debütsingle, Lady Di, erschien 1981 bei dem hannoverschen Label No Fun Records, das von dem Journalisten Hollow Skai und den Mitgliedern der Gruppe Hans-A-Plast betrieben wurde und eher für humorfernen Deutschpunk bekannt war. Kurze Zeit später folgte die Debüt-LP Die neue Kollektion (VÖ: 21. August 1981), die u. a. eine Parodie auf DAFs Der Mussolini (Der Tortellini) enthält.
Nach der im Schlager-Stil gehaltenen Single Liebe im Funkhaus erschien die Nachfolge-LP Jedes Mal ist anders. Hier bot die Formation verstärkt experimentelle Klänge, die kaum noch etwas mit dem NDW-Schlager des Erstlings zu tun hatten. Da just zum Zeitpunkt der Veröffentlichung der Boots-Vertrieb Konkurs anmeldete, wurden die wenigen Pressungen schon ein paar Wochen später auf den Grabbeltischen verramscht. Da auch bei No Fun Records die Luft raus war, wurde für diese LP nichts mehr getan. Es gab so gut wie keine mediale Rezeption und die LP gilt heute als „Lost Album“, das Sammlerpreise erzielt. Bald nach Veröffentlichung des Albums brach die Gruppe auseinander.
Ingo Erlhoff lebt als Profimusiker in München und spielt u. a. in der Veterinary Street Jazz Band und in der Salsa-Bigband Wawancó.
Rüdiger Klose (* 1952; † 2010) spielte nach Auflösung von Mythen in Tüten in Bands, wie Exit Out, The Cocoon, Kastrierte Philosophen und Dakota.
Emilio Winschetti gründete 1984 mit Rüdiger Klose die Band Mint, aus der zwischenzeitlich Mint Addicts hervorgingen. Bekannter wurde Winschetti jedoch als Radio-DJ von Sendungen, wie Graffiti (WDR) und Emilios Rohmix (Radio Bremen), und durch seine Zusammenarbeit mit Tom Redecker als The Perc Meets the Hidden Gentleman. Im Dezember 2005 gab er mit dem neuen Bandprojekt BPWW (Beate Bartel, Martin Peter, Thomas Wydler, Emilio Winschetti) ein Konzert in Stockholm. Durch den plötzlichen Tod des Gitarristen Martin Peter am 15. Mai 2006 war eine Fortsetzung in dieser Besetzung nicht möglich.
Lutz Worat arbeitete nach der Auflösung von Mythen in Tüten als freier Journalist und gründete 1999 in Hannover die Werbeagentur signo · Kontor für Konzept und Kommunikation.

## Diskografie
- 1981: Lady Di (Single), No Fun Records, NF 107 / Re-Release als Online-Download 2006 Fuego 1428
- 1981: Die neue Kollektion (LP), No Fun Records, NF 014 / Re-Release als Online-Download 2006 Fuego 1427
- 1982: Liebe im Funkhaus (Single), No Fun Records, NF 109 / Re-Release als Online-Download 2006 Fuego 1429
- 1983: Jedes Mal ist anders (LP), No Fun Records, NF 021 / Re-Release als Online-Download 2006 Fuego 1430
- 2006: Die neue Kollektion (CD), No Fun Records, Fuego / Re-Release mit Bonus-Tracks 2010 bei Sireena Records